# هربرت فرویندلیش
هربرت فرویندلیش (آلمانی: Herbert Freundlich; ۲۸ ژانویهٔ ۱۸۸۰ – ۳۰ مارس ۱۹۴۱) شیمی‌دان در زمینه شیمی‌فیزیک اهل آلمان بود.